# Liste der Monuments historiques in Ploeren
Die Liste der Monuments historiques in Ploeren führt die Monuments historiques in der französischen Gemeinde Ploeren auf.

## Liste der Bauwerke
| Bezeichnung        | Beschreibung | Standort      | Kennzeichnung | Schutzstatus | Datum | Bild |
| ------------------ | ------------ | ------------- | ------------- | ------------ | ----- | ---- |
| Kapelle Notre-Dame |              | Béléan (Lage) | PA00091493    | Inscrit      | 1925  |      |

## Liste der Objekte
- Monuments historiques (Objekte) in Ploeren in der Base Palissy des französischen Kultusministeriums